# Districtsraadsverkiezingen
De districtsraadsverkiezingen zijn verkiezingen waarbij inwoners van bepaalde districten binnen een stad hun vertegenwoordigers kiezen voor de districtsraad. In België zijn deze verkiezingen vooral relevant in de stad Antwerpen.

## Districtsraadsverkiezingen in Antwerpen
Antwerpen was tot einde 31 december 2024 onderverdeeld in negen districten: Antwerpen, Berchem, Berendrecht-Zandvliet-Lillo, Borgerhout, Deurne, Ekeren, Hoboken, Merksem en Wilrijk. Vanaf begin 1 januari 2025 werd Borsbeek toegevoegd als tiende district. Inwoners van deze districten stemmen om de zes jaar voor hun districtsraad, gelijktijdig met de gemeenteraadsverkiezingen. De laatste verkiezingen vonden plaats op 13 oktober 2024.

### Bevoegdheden van de districtsraad
De districtsraad vertegenwoordigt de bevolking van het district en bestaat uit rechtstreeks verkozen leden. De raad bepaalt het algemeen beleid in het district en heeft bevoegdheden op het gebied van lokaal beleid, zoals cultuur, evenementen, markten, sport, jeugd, senioren, verkeer, openbaar domein (straten en parken), communicatie en burgerlijke stand. De bevoegdheden zijn vaak gedeeld met de stad Antwerpen.

### Stemrecht voor niet-Belgen
Niet-Belgische inwoners van Antwerpen konden op 13 oktober 2024 stemmen voor de districtsraadsverkiezingen, mits zij zich voor 1 augustus 2024 als kiezer hadden geregistreerd bij de gemeente van hun hoofdverblijfplaats. Voor EU-burgers gold dat zij op 1 augustus 2024 ingeschreven moesten zijn in het bevolkingsregister van de gemeente en op 13 oktober 2024 niet uitgesloten of geschorst mochten zijn van het kiesrecht.

## Districtsraadsverkiezingen in Nederland
In Nederland worden er geen aparte districtsraadsverkiezingen gehouden zoals in België. Echter, in Amsterdam zijn er wel verkiezingen voor de stadsdeelcommissies, die een vergelijkbare functie vervullen op wijkniveau.

### Wat zijn stadsdeelcommissies?
Amsterdam is opgedeeld in zeven stadsdelen: Centrum, West, Nieuw-West, Zuid, Oost, Noord en Zuidoost. Elk stadsdeel heeft een eigen stadsdeelcommissie, bestaande uit bewoners die tijdens de gemeenteraadsverkiezingen worden gekozen. Deze commissies adviseren het dagelijks bestuur van het stadsdeel over lokale kwesties, zoals de inrichting van de openbare ruimte, afvalinzameling en buurtactiviteiten. Hoewel hun adviezen niet bindend zijn, worden ze als zwaarwegend beschouwd; het dagelijks bestuur moet gemotiveerd afwijken van deze adviezen als het besluit anders uitvalt.

### Verkiezingen en samenstelling
De verkiezingen voor de stadsdeelcommissies vinden elke vier jaar plaats, gelijktijdig met de gemeenteraadsverkiezingen. Het aantal leden per stadsdeelcommissie varieert:
- Centrum: 11 leden
- West, Zuid, Oost: 15 leden
- Nieuw-West: 17 leden
- Noord, Zuidoost: 11 leden

Kandidaten moeten minimaal 16 jaar oud zijn en in het betreffende stadsdeel wonen.

#### Bevoegdheden en invloed
Sinds hervormingen in 2014 zijn de bevoegdheden van stadsdeelcommissies beperkt. Ze hebben voornamelijk een adviserende rol en geen beslissingsbevoegdheid. Het dagelijks bestuur van elk stadsdeel voert het beleid uit en wordt benoemd door de gemeenteraad op voordracht van het college van burgemeester en wethouders.